# Arènes de Vérone
Les arènes de Vérone sont un amphithéâtre romain situé à Vérone (province de Vénétie, dans le nord de l'Italie). Construites en 30 apr. J.-C., elles pouvaient accueillir environ 30 000 spectateurs.

## Description
L'amphithéatre a une hauteur de 32 mètres. Souvent considéré comme le troisième amphithéâtre romain par ses dimensions, après l'amphithéâtre flavien (Colisée) de Rome et l'amphithéâtre de Capoue, il est sûrement l'un des mieux conservés. Constitué à l'origine de trois murs concentriques, seul le mur extérieur a été presque entièrement perdu.
La cavea (partie d'un théâtre romain ou d'un amphithéâtre où se trouvent les gradins sur lesquels s'asseyent les spectateurs) a une longueur d'environ 138 mètres et une largeur d'environ 110 mètres ; voir la liste des plus grands amphithéâtres romains.

## Histoire

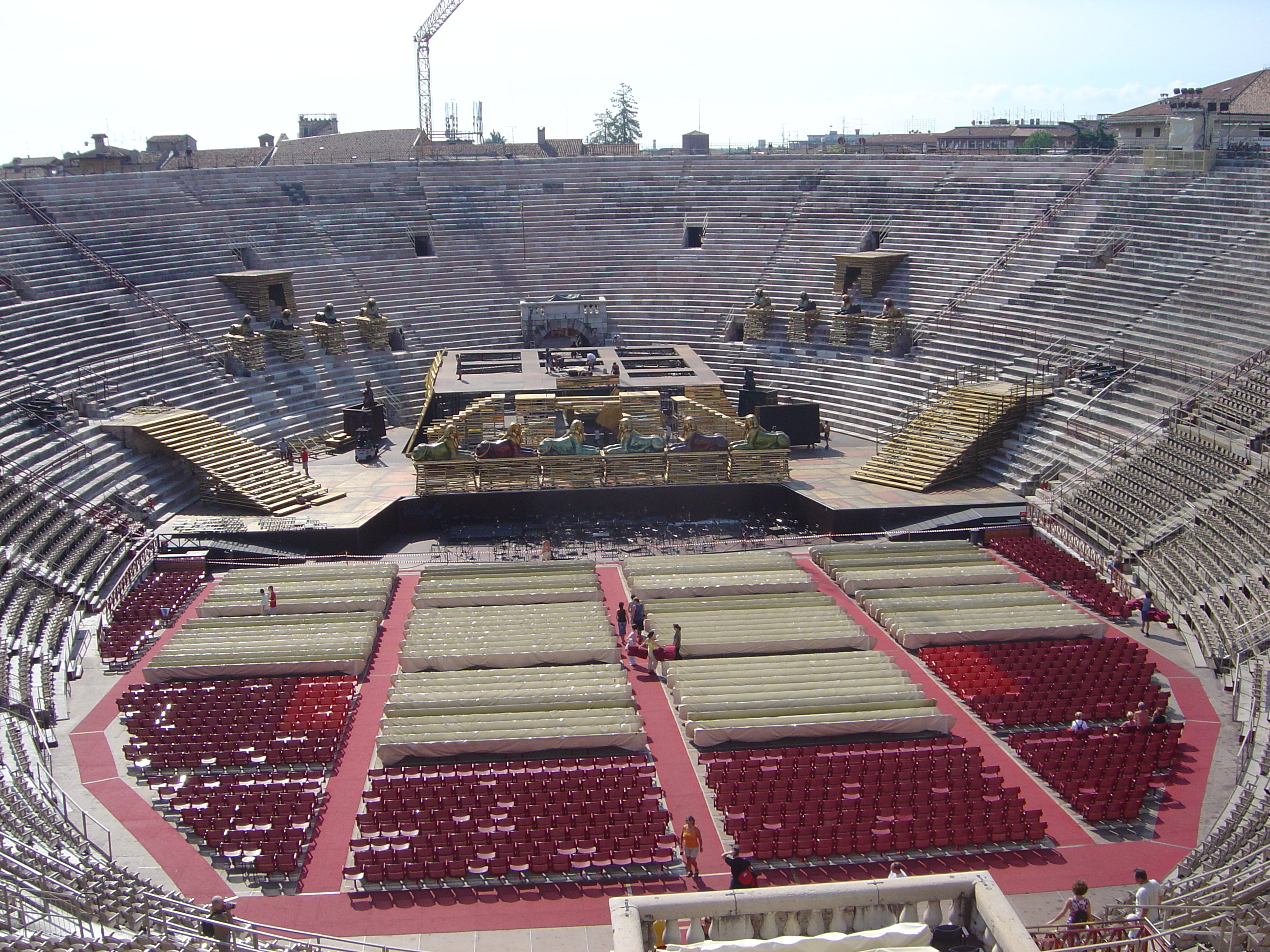
Intérieur de l'amphithéâtre.

L'amphithéâtre a été construit en l'an 30 apr. J.-C.
En 1117, un tremblement de terre important détruisit presque totalement l'enceinte extérieure de l'amphithéâtre, et l'arène fut employée comme carrière pour d'autres édifices. Les premières restaurations commencèrent pendant la Renaissance.
Le général français Sextius Alexandre François de Miollis les fit restaurer sous le Premier Empire (années 1800).
Aujourd'hui, l'amphithéâtre se situe sur la place principale de Vérone, Piazza Bra. Il est ouvert au public et accueille chaque année de nombreux événements (concerts, festival...).

## Festival de Vérone
Les arènes de Vérone sont bien conservées, surtout les structures internes de l'édifice. Les gradins peuvent accueillir aujourd'hui 22 000 spectateurs assis. L'acoustique est remarquable. Depuis 1913, les arènes accueillent des représentations d'opéra, dans le cadre du Festival de Vérone. Presque tous les soirs de mars à septembre environ, des spectacles ont lieu et ont pour thème les anciens combats de gladiateurs.

## Wind Music Awards
Chaque année se déroulent les Wind Music Awards, un spectacle musical rediffusé en direct à la télévision avec des chanteurs italiens contemporains.

## Jeux olympiques de 2026
L'arène accueillera la cérémonie de clôture des Jeux olympiques d'hiver et la cérémonie d'ouverture des Jeux paralympiques d'hiver de Milan-Cortina d'Ampezzo 2026.

## DVD
- Giacomo Puccini, Turandot, Arena di Verona, 1983
- Jamiroquai, Live In Verona, 2002
- Zucchero, Live In Italy, 2007